# Rustam Moustafayev
Rustam Moustafayev était un peintre, l'un des créateurs de la scénographie réaliste en Azerbaïdjan. 

## Vie
R. Moustafayev est né le 25 février 1910 à Bakou dans une famille salarié. En 1926, il est diplômé de l'École d'art d'État d'Azerbaïdjan. Après un stage à Moscou en 1928, il retourne à Bakou et travaille pendant un certain temps comme peintre de scène au Théâtre de critique et de propagande libres de Bakou. Il a également travaillé au Théâtre d'opéra et de ballet d'Azerbaïdjan et au Théâtre dramatique d'État d'Azerbaïdjan. De 1937 à 1940, il a été directeur de l'Office central d'État pour la protection des monuments azerbaïdjanais.
Moustafayev est mort en 1940 à Bakou et enterré dans l'Allée d'honneur. Depuis 1943, le Musée national d'art d'Azerbaïdjan de Bakou porte son nom.

## Carrière
Mustafayev a travaillé comme artiste en chef au Théâtre dramatique d'État d'Azerbaïdjan en 1933-1938. Il a conçu des œuvres de Jalil Mammadkulizade, Djafar Djabbarli, Huseyn Djavid, Abdurrahim Bey Hagverdiyev, les opéras "Chah Ismail" (Muslim Magomayev), "Leyli et Medjnoun" (Üzeyir Hacıbəyov), "Keroglu" (Üzeyir Hacıbəyov), ballet "Le Lac des cygnes" (Piotr Ilitch Tchaïkovski). 

## Prix
- Ordre de l'Insigne d'honneur